# Niederwinkling
Niederwinkling là một đô thị trong huyện Straubing-Bogen bang Bayern, Đức.